# Xã Bogus Brook, Quận Mille Lacs, Minnesota
Xã Bogus Brook (tiếng Anh: Bogus Brook Township) là một xã thuộc quận Mille Lacs, tiểu bang Minnesota, Hoa Kỳ. Năm 2010, dân số của xã này là 1.421 người.